# Inma Cuesta
Inma Cuesta (n. 25 iunie 1980, Valencia, Comunitatea Valenciană, Spania) este o actriță spaniolă.

## Filmografie
- Albă ca zăpada (2012)
- Julieta (2016)

## Premii
- Fotogramas de Plata: 2011, 2013
- Premios Feroz: 2016